# Liste der Träger des Hausordens von Hohenzollern
Diese unvollständige Liste der Träger des Hausordens von Hohenzollern verzeichnet die relevanten Träger des Königlichen Hausordens in den Abteilungen Adler und Kreuz und des Fürstlichen Hausordens von Hohenzollern.

## Königlicher Hausorden
| Name                                 | Klasse               | Abteilung und Distinktion  | Verleihungsdatum   | Bemerkung |
| ------------------------------------ | -------------------- | -------------------------- | ------------------ | --- |
| Abdülhamid II.                       | Großkomtur           | Kreuz mit Schwertern       | 1889               | Sultan des Osmanischen Reiches 1876–1909                                                                                              |
| Hans Adam                            | Ritter               | Kreuz mit Schwertern       |                    | Jagdflieger im Ersten Weltkrieg |
| Georg Ahlemann                       | Ritter               | Kreuz mit Krone Schwertern |                    | Oberstleutnant, Kommandeur des Reserve-Feldartillerie-Regiments 1                                                                     |
| Erhard Bartsch                       | Ritter               | Kreuz mit Krone Schwertern | 1917               | Infanterieflieger |
| Hermann von Bassewitz                | Komtur               | Kreuz mit Schwertern       | 11. September 1918 | Generalleutnant im Ersten Weltkrieg                                                                                                   |
| Paul Bäumer                          | Ritter               | Kreuz mit Schwertern       | 1918               | Jagdflieger im Ersten Weltkrieg |
| Fritz Beckhardt                      | Ritter               | Kreuz mit Schwertern       |                    | Jagdflieger im Ersten Weltkrieg |
| Erich Bientz                         | Ritter               | Kreuz mit Schwertern       | 1917               | |
| Ernst von Bila                       | Ritter               | Kreuz                      | 1. Februar 1917    | Regimentskommandeur |
| Paul Billik                          | Ritter               | Kreuz mit Schwertern       | 25. Juli 1917      | Jagdflieger im Ersten Weltkrieg |
| Friedrich Herwarth von Bittenfeld    | Großkomtur           | Kreuz                      | 9. Juli 1870       | General der Infanterie |
| Johannes Blaskowitz                  | Ritter               | Kreuz mit Schwertern       |                    | Generalstabsoffizier im Ersten Weltkrieg                                                                                              |
| Friedrich von Bodelschwingh          | Komtur               | Kreuz                      | 1907               | Gründer der Bethelschen Anstalten |
| Hermann Breith                       | Ritter               | Kreuz mit Schwertern       | 28. Oktober 1918   | Oberleutnant im Ersten Weltkrieg |
| Kurt von Briesen                     | Ritter               | Kreuz mit Schwertern       | 1918               | General der Infanterie |
| Fritz Büchner                        | Ritter               | Kreuz mit Schwertern       |                    | Leutnant im Ersten Weltkrieg |
| Karl Dönitz                          | Ritter               | Kreuz mit Schwertern       | 10. Juni 1918      | Oberleutnant, später Großadmiral im Zweiten Weltkrieg                                                                                 |
| Otto Dziobek                         | Ritter               | Kreuz mit Schwertern       | September 1916     | Hauptmann der Reserve und Bataillonsführer                                                                                            |
| Hans am Ende                         | Ritter               | Kreuz mit Schwertern       | 1918               | Hauptmann der Landwehr, Maler |
| Ernst Exss                           | Ritter               | Kreuz mit Schwertern       | 1918               | Leutnant der Fliegertruppe |
| Johann-Volkmar Fisser                | Ritter               | Kreuz mit Schwertern       | 16. März 1918      | Oberleutnant der Fliegertruppe, Generalmajor im Zweiten Weltkrieg                                                                     |
| Werner von Fritsch                   | Ritter               | Kreuz mit Schwertern       |                    | Major im Ersten Weltkrieg, zuletzt Generaloberst und Oberbefehlshaber des Heeres                                                      |
| Hermann Frommherz                    | Ritter               | Kreuz mit Schwertern       |                    | Leutnant der Reserve und Jagdflieger im Ersten Weltkrieg, zuletzt Generalmajor im Zweiten Weltkrieg                                   |
| Werner Fürbringer                    | Ritter               | Kreuz                      | 27. August 1916    | U-Boot-Kommandant im Ersten Weltkrieg, zuletzt Konteradmiral im Zweiten Weltkrieg                                                     |
| Helmuth Gabriel                      | Ritter               | Kreuz mit Schwertern       |                    | Leutnant im Ersten Weltkrieg, später deutscher Generalstaatsanwalt in Prag                                                            |
| Otto von Görschen                    | Ritter               | Kreuz mit Schwertern       |                    | Königlich Preußischer Oberstleutnant                                                                                                  |
| Wolff von Graeffendorff              | Ritter               | Kreuz mit Schwertern       | Januar 1917        | Hauptmann im Ersten Weltkrieg |
| Theodor Groppe                       | Ritter               | Kreuz mit Schwertern       |                    | Hauptmann im Ersten Weltkrieg, später Generalleutnant; Mitglied des Widerstands                                                       |
| Franz Halder                         | Ritter               | Kreuz mit Schwertern       | 1918               | Hauptmann, später Generaloberst im Zweiten Weltkrieg                                                                                  |
| Kurt von Hammerstein-Equord          | Ritter               | Kreuz mit Schwertern       |                    | Major, dann Chef der Heeresleitung und Generaloberst im Zweiten Weltkrieg, Mitglied des Widerstandes                                  |
| Carl-Hans Graf von Hardenberg        | Ritter               | Kreuz mit Schwertern       |                    | Offizier im Ersten Weltkrieg, später Oberstleutnant d. R. der Wehrmacht und Mitglied des Widerstandes vom 20. Juli 1944               |
| Friedrich Herrlein                   | Ritter               | Kreuz mit Schwertern       | 26. Februar 1917   | Hauptmann, später General der Infanterie der Wehrmacht                                                                                |
| Paul von Hindenburg                  | Großkomtur mit Stern | Kreuz                      | August 1917        | Generalfeldmarschall, später Reichspräsident                                                                                          |
| Adolf von der Horst                  | Ritter               | Kreuz                      |                    | Landrat im Kreis Lübbecke, Provinz Westfalen; MdHdA                                                                                   |
| Hans Hube                            | Ritter               | Kreuz mit Schwertern       | 1917               | Hauptmann im Ersten Weltkrieg, später Generaloberst                                                                                   |
| Hermann Hoth                         | Ritter               | Kreuz mit Schwertern       |                    | Hauptmann im Ersten Weltkrieg, später Generaloberst                                                                                   |
| Fritz Höhn                           | Ritter               | Kreuz mit Schwertern       |                    | Jagdflieger und Leutnant |
| Hans Jauch                           | Ritter               | Kreuz mit Schwertern       |                    | Hauptmann |
| Leo von Jena                         | Ritter               | Kreuz mit Schwertern       |                    | Freikorpsführer, SS-Obergruppenführer, Generalmajor der Waffen-SS                                                                     |
| Ferdinand Jühlke                     | Ritter               | Kreuz                      | 1884               | Königlicher Hofgartendirektor |
| Ernst Jünger                         | Ritter               | Kreuz mit Schwertern       | 4. Dezember 1917   | Leutnant im Ersten Weltkrieg |
| Karl Kurz                            | Ritter               | Kreuz mit Schwertern       |                    | Offizier im Ersten Weltkrieg, später Unternehmer                                                                                      |
| Wilhelm Keitel                       | Ritter               | Kreuz mit Schwertern       |                    | Generalstabsoffizier, später Generalfeldmarschall und Chef des Oberkommandos der Wehrmacht                                            |
| Willy Kölker                         | Ritter               | Kreuz mit Schwertern       |                    | Jagdflieger im Ersten Weltkrieg |
| Walther Krause                       | Ritter               | Kreuz mit Schwertern       |                    | Offizier im Ersten Weltkrieg, später Generalleutnant der Wehrmacht                                                                    |
| Leopold von Ledebur                  | Ritter               | Adler                      |                    | Historiker, Adelsforscher, Heraldiker und Archäologe                                                                                  |
| Kurt Liese                           | Ritter               | Kreuz mit Schwertern       |                    | Hauptmann im Ersten Weltkrieg |
| Bruno Loerzer                        | Ritter               | Kreuz mit Schwertern       |                    | Jagdflieger im Ersten Weltkrieg, Generaloberst im Zweiten Weltkrieg                                                                   |
| Günther Lütjens                      | Ritter               | Kreuz mit Schwertern       |                    | Kapitänleutnant im Ersten Weltkrieg, später Admiral und Befehlshaber der Schlachtschiffe im Zweiten Weltkrieg                         |
| Erich Ludendorff                     | Großkomtur mit Stern | Kreuz                      | 1917               | General der Infanterie und Generalquartiermeister im Ersten Weltkrieg                                                                 |
| August von Mackensen                 | Großkomtur           | Kreuz                      | 1915               | Generalfeldmarschall im Ersten Weltkrieg                                                                                              |
| Morell Mackenzie                     | Großkomtur           | Kreuz                      | 1888               | Britischer Arzt, der die Kehlkopferkrankung Kaiser Friedrich III. behandelte                                                          |
| Ernst Mann                           | Ritter               | Kreuz mit Schwertern       | 1918               | Oberleutnant (Hauptmann) im Ersten Weltkrieg                                                                                          |
| Erich von Manstein                   | Ritter               | Kreuz mit Schwertern       | 1918               | Generalstabsoffizier, später Generalfeldmarschall im Zweiten Weltkrieg                                                                |
| Hermann Mock                         | Ritter               | Kreuz                      |                    | hohenzollerischer Oberamtmann |
| Walter Model                         | Ritter               | Kreuz mit Schwertern       | 26. Februar 1917   | Generalstabsoffizier, später Generalfeldmarschall im Zweiten Weltkrieg                                                                |
| Detmar Philippi                      | Ritter               | Kreuz mit Schwertern       |                    | Den Ersten Weltkrieg machte er als Leutnant und Regimentsadjutant des Infanterie-Regiments Nr. 403 mit, 1914 in Verdun, 1918 Kurland. |
| Johann Gottfried Piefke              |                      | Kreuz                      | 18. Januar 1869    | Direktor der gesamten Musikchöre des III. Preußischen Armeekorps                                                                      |
| Hans Georg von Plessen               | Großkomtur mit Stern | Kreuz mit Schwertern       |                    | Generaloberst, Generaladjutant von Kaiser Wilhelm II.                                                                                 |
| Gunther Plüschow                     | Ritter               | Kreuz mit Schwertern       |                    | Kapitänleutnant, Marineflieger und bekannt als Flieger von Tsingtau                                                                   |
| Werner Preuß                         | Ritter               | Kreuz mit Schwertern       | 21. September 1918 | Jagdflieger im Ersten Weltkrieg |
| Carl Prinz von Preußen               | Ritter               | Kreuz mit Schwertern       |                    | Generalfeldzeugmeister („Feldmarschall der Artillerie“)                                                                               |
| Max Moritz von Prittwitz und Gaffron | Ritter               | Kreuz                      |                    | Generaloberst im Ersten Weltkrieg |
| Wilhelm Reinhard                     | Ritter               | Kreuz mit Schwertern       |                    | Jagdflieger im Ersten Weltkrieg |
| Karl von Rettberg                    | Ritter               | Kreuz mit Schwertern       | 21. September 1916 | Oberst im Ersten Weltkrieg |
| Gerd von Rundstedt                   | Ritter               | Kreuz mit Schwertern       |                    | Major im Ersten Weltkrieg, später Generalfeldmarschall                                                                                |
| Dietrich von Saucken                 | Ritter               | Kreuz mit Schwertern       |                    | Oberleutnant, zuletzt General der Panzertruppe im Zweiten Weltkrieg                                                                   |
| Kurt von Schleicher                  | Ritter               | Kreuz mit Schwertern       | 1917               | Major in der Obersten Heeresleitung im Ersten Weltkrieg, zuletzt General der Infanterie, Reichswehrminister und Reichskanzler         |
| Rudolf Schneider                     | Ritter               | Kreuz mit Schwertern       | 19. November 1915  | Kapitänleutnant im Ersten Weltkrieg                                                                                                   |
| Rudolf Schniewindt                   | Ritter               | Kreuz mit Schwertern       |                    | Major im Ersten Weltkrieg |
| Walter Schwabedissen                 | Ritter               | Kreuz mit Schwertern       | 12. Januar 1918    | Oberleutnant im Ersten Weltkrieg, zuletzt Generalleutnant im Zweiten Weltkrieg                                                        |
| Karl-Friedrich Schweickhard          | Ritter               | Kreuz mit Schwertern       | 18. Oktober 1917   | Hauptmann im Ersten Weltkrieg, zuletzt General der Flieger im Zweiten Weltkrieg                                                       |
| Walther von Seydlitz-Kurzbach        | Ritter               | Kreuz mit Schwertern       | 1918               | Hauptmann im Ersten Weltkrieg, später General der Artillerie                                                                          |
| Walter Sommé                         | Ritter               | Kreuz mit Schwertern       | 1918               | Hauptmann im Ersten Weltkrieg, zuletzt General der Flieger im Zweiten Weltkrieg                                                       |
| Gustav Stoffleth                     | Ritter               | Kreuz mit Schwertern       | Oktober 1916       | Hauptmann im Ersten Weltkrieg, später Major                                                                                           |
| Adolf Strauß                         | Ritter               | Kreuz mit Schwertern       |                    | Hauptmann im Ersten Weltkrieg, später Generaloberst                                                                                   |
| Kurt Student                         | Ritter               | Kreuz mit Schwertern       | 5. Juni 1916       | Hauptmann im Ersten Weltkrieg |
| Gerhard Stumme                       | Ritter               | Kreuz mit Schwertern       |                    | |
| Karl Thom                            | Ritter               | Kreuz mit Schwertern       | 7. August 1918     | Jagdflieger im Ersten Weltkrieg |
| Alfred von Tirpitz                   | Großkomtur mit Stern | Kreuz mit Schwertern       | 24. April 1915     | Großadmiral im Ersten Weltkrieg |
| Max Valentiner                       | Ritter               | Kreuz mit Schwertern       | 1916               | Korvettenkapitän, U-Boot-Kommandant                                                                                                   |
| Joseph Veltjens                      | Ritter               | Kreuz mit Schwertern       | 1918               | Jagdflieger, später Oberst der Luftwaffe                                                                                              |
| Heinrich von Vietinghoff             | Ritter               | Kreuz mit Schwertern       |                    | Generaloberst |
| Alois von der Stein                  | Ritter               | Kreuz mit Schwertern       | 15. Oktober 1918   | Leutnant, zuletzt Oberstarzt im Zweiten Weltkrieg                                                                                     |
| Nikolaus von Vormann                 | Ritter               | Kreuz mit Schwertern       |                    | Leutnant im Ersten Weltkrieg, zuletzt General der Panzertruppe im Zweiten Weltkrieg                                                   |
| Walter Warzecha                      | Ritter               | Kreuz mit Schwertern       |                    | Oberleutnant zur See im Ersten Weltkrieg, später Generaladmiral im Zweiten Weltkrieg                                                  |
| Christian Wegner                     | Ritter               | Kreuz mit Schwertern       |                    | Jagdflieger und Artilleriebeobachter im Ersten Weltkrieg und Verleger                                                                 |
| Friedrich Adolf von Willisen         | Großkomtur           | Kreuz mit Schwertern       | im Jahr 1861       | Preußischer General der Kavallerie |
| Karl von Wilmowski                   | Großkomtur           | Kreuz                      | 21. März 1887      | Chef des Geheimen Zivilkabinetts, MdHH                                                                                                |
| Hans Windeck                         | Ritter               | Kreuz mit Schwertern       | 1. September 1918  | Hauptmann im Ersten Weltkrieg, später Generalleutnant im Zweiten Weltkrieg                                                            |
| Erwin von Witzleben                  | Ritter               | Kreuz mit Schwertern       |                    | Hauptmann im Ersten Weltkrieg, später Generalfeldmarschall im Zweiten Weltkrieg und Mitglied des Widerstandes vom 20. Juli 1944       |

## Fürstlicher Hausorden
| Name                                 | Klasse                 | Verleihungsdatum | Bemerkung                                      |
| ------------------------------------ | ---------------------- | ---------------- | ---------------------------------------------- |
| Theophil Friedrich von Hack          | Ehrenkreuz II. Klasse  |                  | Oberbürgermeister von Stuttgart                |
| Maximilian von Hatzfeldt-Trachenberg | Ehrenkreuz I. Klasse   |                  | Diplomat und Gesandter in Paris                |
| Karl von Luz                         | Ehrenkreuz II. Klasse  | 1882             | Regierungspräsident des Schwarzwaldkreises     |
| Albert Mooren                        | Ehrenkreuz III. Klasse | 1871             | Augenarzt                                      |
| Gustav von Rümelin                   |                        | 1889             | Kultusminister und Abgeordneter in Württemberg |
| Philipp Veltman                      | Ehrenkreuz II. Klasse  |                  | Oberbürgermeister                              |